# Бубаруса
Бубаруса или смеђа бубашваба је одрастао инсект из реда бубашваба, светлосмеђе боје.
Дужина тела бубарусе је од 10 до 15 милиметара, што значи да је приближно за половину мања од црне бубашвабе. На навратном штиту налазе се две тамне уздужне пруге. Пипци су исте дужине као и тело, жуте боје. Ноге су светлије од тела. Потиче из тропских и суптропских предела, где за Европљане познате врсте живе у слободној природи. Трговином прехрамбених производа пренесене су у све делове света где су постале пратиоци човека. Највише се задржавају у кухињама, домаћинствима, ресторанима, пекарама, бродовима, болницама; свугде где је влажно и топло.
Размножавају се на тај начин што женке легу јаја у посебним јајним пакетима у којима се за сваку врсту налази карактеристичан број јаја. Ове јајне пакете називамо оотеке, а смештене су на задњем делу тела женки. Оотека је овална и мање-више пасуљастог облика. Број јаја у оотекама варира између 17-56. Женка полаже оотеке у разне пукотине на топлим и влажним местима близу извора хране. Период инкубације зависи од температуре, те на температури 22,2°C износи 34 дана, а код температуре 27,5°C је 17 дана. Постембрионални развој (период од изласка из јајета до потпуног развића), траје 4-8 месеци. У том периоду ларве се пресвлаче 4 пута. Ларве личе на одраслог инсекта, само што немају крила, која добија код последњег пресвлачења. Ларве бубарусе код температуре испод -2°C и изнад 45°C након кратког времена угину. Бубарусе не причињавају нарочиту материјалну штету, иако могу да оштете текстил, папир, књиге и слично. Једу све од сувих и свежих биљних и животињских остатака.
Главне штете наносе тиме, што својим присуством, својим пресвлакама и изметима загађују прехрамбене производе и просторије у којима живе људи. У потрази за храном прелазе из стана у стан, из зграде у зграду и том приликом могу преносити заразне болести. Као преносиоци болести од нарочитог значаја у болницама где у трагању за храном, а и приликом саме исхране долазе у додир са високо инфективним агенсима. Поред тога бубарусе остављају и непријатан мирис на производима са којима долазе у додир.